# Моравица (гмина)
Моравица (пол. Morawica) — городско-сельская гмина (волость) в Польше, входит как административная единица в Келецкий повет, Свентокшиское воеводство. Население — 13 380 человек (на 2006 год).

## Демография
| Перепись                       | Всего   | Всего | Женщины | Женщины | Мужчины | Мужчины |
| ------------------------------ | ------- | ----- | ------- | ------- | ------- | ------- |
| Единицы                        | человек | %     | человек | %       | человек | %       |
| Население                      | 13 046  | 100   | 6459    | 49,5    | 6587    | 50,5    |
| Плотность населения (чел./км²) | 92,9    | 92,9  | 46      | 46      | 46,9    | 46,9    |

## Соседние гмины
1. Хенцины
2. Хмельник
3. Далешице
4. Кельце
5. Кийе
6. Пежхница
7. Ситкувка-Новины
8. Собкув